# Luís Colmenárez
Luís Enrique Colmenárez Gutiérrez (Sanare, Estado Lara, Venezuela; 26 de septiembre de 1988) es un futbolista venezolano que juega como defensa y actualmente se encuentra sin equipo.

## Trayectoria

### Profesional
| Club      | País      | Año       | Partidos | Goles |
| --------- | --------- | --------- | -------- | ----- |
| Guaros FC | Venezuela | 2008-2009 | 17       | 0     |
| ACD Lara  | Venezuela | 2009-2016 | 129      | 2     |

## Palmarés
| Título           | Club     | País      | Año       |
| ---------------- | -------- | --------- | --------- |
| Primera División | ACD Lara | Venezuela | 2011-2012 |